# Ebársio
Ebársio (em latim: Oebarsius; em grego: Ωηβαρσιος; romaniz.: Oebársios) foi um chefe dos hunos do século IV. Era irmão dos reis Mundíuco, Octar e Ruga e portanto tio de Átila e Bleda. Nada se sabe sobre ele, exceto que, segundo Prisco de Pânio, esteve na corte de Átila em 449. Seu nome pode estar associado ao termo persa médio *Weh-barz ("de boa estatura"), que é composto por weh ("bom, melhor") e barz ("altura, figura"), e poderia estar intimamente relacionado com o nome anterior "Oborzos" (Wahub(a)rz), que pertenceu a um rei de Pérsis. Outra sugestão é que Ebársio tenha se originado da raiz turca bars ("tigre, leopardo, lince") junto ao sufixo oi (que se remete a cor dum cavalo) ou ai ("lua").